# Embalse de San Martín de Tous
El embalse de San Martín de Tous es una infraestructura hidráulica española construida en el arroyo de Tous, un afluente del río Noya, en el municipio de San Martín de Tous, de donde recibe el nombre, situado en la comarca de Noya, provincia de Barcelona, Cataluña.
Fue inaugurado el 5 de julio de 1997, con un coste de aproximadamente 7 millones de euros, y su objetivo era proporcionar regadío a unas 450 hectáreas de tierras de cultivo y mantener el caudal ecológico de la riera en épocas de sequía.
En 2009, la presa de tierra mostró pérdidas de agua, por lo que el Departamento de Agricultura de la Generalidad de Cataluña ordenó su vaciado. No se volvió a llenar hasta 2014, por la Agencia Catalana del Agua, después de realizar diversas obras de adecuación, pero solo hasta la cota de 495 m, el equivalente a unos 0,22 hm³. No se han llegado a regar más de 130 hectáreas.
La cota máxima de inundación en su construcción era de 507 m, la cota mínima en 473 m. 
Se puede navegar a remo, vela o a motor a menos de tres nudos.
La riera de Tous recoge las aguas del torrente del Infierno y la riera de la Goda.